# Standard televisivo terrestre
Lo standard televisivo terrestre è necessario affinché i provider televisivi e gli apparecchi degli utenti televisivi abbiano un medesimo linguaggio di comunicazione e possano quindi comunicare, in tal modo il provider è in grado di fornire la televisione e l'utente di riceverla.

## Descrizione
Essi sono delle specifiche tecniche che gli apparecchi televisivi del provider e quelli dell'utente devono rispettare in modo da risultare interoperanti. Gli esperti si sono dimostrati concordi sull'affermare che il formato PAL sia generalmente consigliato per la visione di film e televisione per via della risoluzione maggiore e della migliore gestione del colore, mentre l'NTSC è generalmente apprezzato dai videogiocatori per la sua maggiore velocità di aggiornamento video (60 Hz contro i 50 del PAL). Il termine "PAL" è spesso usato informalmente per riferirsi al formato video analogico a 625 linee/50 Hz (576i50, comune nei paesi europei), così come il termine "NTSC" indica spesso il formato a 525 linee/60 Hz (480i60, usato in Nord America e in Giappone). Questo uso del termine è scorretto, ma comunque di largo impiego, tanto che spesso i supporti DVD sono etichettati come "PAL" o "NTSC" anche se dal punto di vista tecnico sul DVD non c'è un segnale a colori composito codificato PAL. È importante sottolineare il fatto che il termine PAL non indica numeri di linee o frequenze di scansione, ma indica esclusivamente il sistema usato per la codifica dei colori della sottoportante. Per contrasto, lo standard NTSC definisce invece il numero di linee e dei semiquadri. Dal momento che la maggior parte dei Paesi che adottano il PAL utilizzano comunque la scansione interlacciata a 625 linee orizzontali e 50 semiquadri, il termine PAL è spesso sinonimo di 576i50.
Nonostante la maggior parte dei televisori moderni supportino i segnali PAL, NTSC e SÉCAM, e l'HDTV è diventato lo standard de facto supportato dai produttori, continuano tuttavia a esserci confronti tra i sostenitori del PAL e dell'NTSC, che sono tutt'oggi i sistemi video standard della televisione analogica, dei DVD e delle console (anche se questa tendenza sta cambiando con l'approdo dei modelli di ultima generazione, della televisione satellitare e del digitale terrestre e dei formati Blu-ray).

## Televisione analogica

### Bianco e nero
Gli standard di televisione analogica in bianco e nero sono:
| Nome dello standard | Qualità delle immagini | Utilizzo     | Note |
| ------------------- | ---------------------- | ------------ | --- |
| A                   | SDTV                   | in disuso    | È stato il primo standard di televisione elettronica. Il 22 marzo 1936 viene messo in onda in Germania il primo programma televisivo regolare del mondo in occasione della XI Olimpiade di Berlino e nello stesso anno iniziano trasmissioni in altri paesi con questo standard (prima, a partire dal 1928, anno delle prime diffusioni televisive al mondo avvenute negli Stati Uniti, si era diffusa una televisione elettromeccanica basata sul disco di Nipkow). È stato utilizzato fino al 1985 nel Regno Unito, e per un periodo anche in Irlanda, in Nuova Zelanda e a Hong Kong. Fino al 1950 l'aspect ratio era di 5:4, poi è stato cambiato in 4:3. |
| B                   | SDTV                   | in uso       | |
| B'                  | SDTV                   | in uso       | |
| C                   | SDTV                   | in disuso    | Usato in Belgio. |
| D                   | SDTV                   | in uso       | |
| D'                  | SDTV                   | in uso       | |
| E                   | HDTV                   | in disuso    | Usato in Francia dal 1948 al 1986. Usato anche in Belgio e nel Principato di Monaco. |
| F                   | HDTV                   | in disuso    | Usato in Belgio e nel Lussemburgo. |
| G                   | SDTV                   | in uso       | |
| H                   | SDTV                   | in uso       | |
| I                   | SDTV                   | in uso       | |
| I'                  | SDTV                   | in uso       | |
| J                   | SDTV                   |              | |
| K                   | SDTV                   | in uso       | |
| K'                  | SDTV                   | in disuso    | Usato nei Territori d'oltremare della Francia. |
| L                   | SDTV                   | in uso       | |
| M                   | SDTV                   | in uso       | |
| N                   | SDTV                   | in uso       | |
| A-MAC               | SDTV                   | mai adottato | Solo trasmissioni sperimentali. |
| B-MAC               | SDTV                   | in disuso    | |
| C-MAC               | SDTV                   | in disuso    | |
| D-MAC               | SDTV                   | in disuso    | |
| E-MAC               | SDTV                   | in disuso    | |
| D2-MAC              | SDTV                   | in disuso    | |
| HD-MAC              | HDTV                   | mai adottato | Solo trasmissioni sperimentali. |
| MUSE                | HDTV                   | in disuso    | Usato in Giappone dal 1987 al 2007. All'inizio aveva un aspect ratio di 5:3, poi è stato cambiato in 16:9. |

Per un'informazione completa su quali standard televisivi per la televisione analogica sono adottati nei vari stati del mondo si veda la voce "Diffusione degli standard televisivi nel mondo".
Nella seguente tabella sono messe a confronto le caratteristiche più importanti:
| Nome dello standard | Immagini in movimento | Immagini in movimento    | Immagini in movimento | Immagini in movimento | Immagini in movimento | Sonoro        | Sonoro          | Teletext | EPG |
| Nome dello standard | risoluzione (linee)   | frequenza immagini (fps) | scansione             | rapporto d'aspetto    | colore                | numero canali | sonoro multiplo | Teletext | EPG |
| ------------------- | --------------------- | ------------------------ | --------------------- | --------------------- | --------------------- | ------------- | --------------- | -------- | --- |
| A                   | ? x377                | 25                       | interlacciata         | 4:3                   | bianco e nero         | mono          | no              | no       | no  |
| B                   | 768x576               | 25                       | interlacciata         | 4:3                   | bianco e nero         | mono          | no              | no       | no  |
| B'                  |                       | 25                       | interlacciata         | 4:3                   | bianco e nero         | mono          | no              | no       | no  |
| C                   |                       | 25                       | interlacciata         | 4:3                   | bianco e nero         | mono          | no              | no       | no  |
| D                   |                       | 25                       | interlacciata         | 4:3                   | bianco e nero         | mono          | no              | no       | no  |
| D'                  |                       | 25                       | interlacciata         | 4:3                   | bianco e nero         | mono          | no              | no       | no  |
| E                   | 1006x755              | 25                       | interlacciata         | 4:3                   | bianco e nero         | mono          | no              | no       | no  |
| F                   |                       | 25                       | interlacciata         | 4:3                   | bianco e nero         | mono          | no              | no       | no  |
| G                   | 768x576               | 25                       | interlacciata         | 4:3                   | bianco e nero         | mono          | no              | no       | no  |
| H                   |                       | 25                       | interlacciata         | 4:3                   | bianco e nero         | mono          | no              | no       | no  |
| I                   |                       | 25                       | interlacciata         | 4:3                   | bianco e nero         | mono          | no              | no       | no  |
| I'                  |                       | 25                       | interlacciata         | 4:3                   | bianco e nero         | mono          | no              | no       | no  |
| J                   |                       | 30                       | interlacciata         | 4:3                   | bianco e nero         | mono          | no              | no       | no  |
| K                   |                       | 25                       | interlacciata         | 4:3                   | bianco e nero         | mono          | no              | no       | no  |
| K'                  |                       | 25                       | interlacciata         | 4:3                   | bianco e nero         | mono          | no              | no       | no  |
| L                   |                       | 25                       | interlacciata         | 4:3                   | bianco e nero         | mono          | no              | no       | no  |
| M                   | 648x486               | 30                       | interlacciata         | 4:3                   | bianco e nero         | mono          | no              | no       | no  |
| N                   |                       | 25                       | interlacciata         | 4:3                   | bianco e nero         | mono          | no              | no       | no  |
| A-MAC               |                       |                          |                       |                       | colore                |               |                 |          |     |
| B-MAC               |                       |                          |                       |                       | colore                |               |                 |          |     |
| C-MAC               |                       |                          |                       | 4:3                   | colore                | stereo        | sì              |          |     |
| D-MAC               |                       |                          |                       |                       | colore                | stereo        | sì              |          |     |
| E-MAC               |                       |                          |                       | 16:9                  | colore                |               |                 |          |     |
| D2-MAC              |                       |                          |                       |                       | colore                | stereo        | sì              |          |     |
| HD-MAC              | 2048x1152             | 25                       | interlacciata         | 16:9                  | colore                | stereo        |                 |          |     |
| MUSE                | 1840x1035             | 30                       | interlacciata         | 16:9                  | colore                | stereo        |                 |          |     |

Nella seguente tabella sono messe a confronto le specifiche tecniche più importanti: 
| Nome dello standard | Linee | Frequenza verticale (Hz) | Ampiezza banda canale (MHz) | Ampiezza banda video (MHz) | Modulazione video | Modulazione audio | Portante audio (MHz) |
| ------------------- | ----- | ------------------------ | --------------------------- | -------------------------- | ----------------- | ----------------- | -------------------- |
| A                   | 405   | 50                       | 5                           | 3                          | AM (positiva)     | AM                | -3,5                 |
| B                   | 625   | 50                       | 7                           | 5                          | AM (negativa)     | FM                | +5,5                 |
| B'                  | 625   | 50                       | 8                           | 5                          | AM (negativa)     | FM                | +5,5                 |
| C                   | 625   | 50                       | 7                           | 5                          | AM (positiva)     | AM                | +5,5                 |
| D                   | 625   | 50                       | 8                           | 6                          | AM (negativa)     | FM                | +6,5                 |
| D'                  | 625   | 50                       | 8                           | 5                          | AM (negativa)     | FM                | +6,5                 |
| E                   | 819   | 50                       | 14                          | 10                         | AM (positiva)     | AM                |                      |
| F                   | 819   | 50                       | 7                           | 5                          | AM (positiva)     | AM                |                      |
| G                   | 625   | 50                       | 8                           | 5                          | AM (negativa)     | FM                | +5,5                 |
| H                   | 625   | 50                       | 8                           | 5                          | AM (negativa)     | FM                | +5,5                 |
| I                   | 625   | 50                       | 8                           | 5,5                        | AM (negativa)     | FM                | +5,9996              |
| I'                  | 625   | 50                       | 8                           | 5,5                        | AM (negativa)     | FM                | +5,9996              |
| J                   | 525   | 60                       | 6                           | 4,2                        | AM (negativa)     | FM                | +4,5                 |
| K                   | 625   | 50                       | 8                           | 6                          | AM (negativa)     | FM                | +6,5                 |
| K'                  | 625   | 50                       | 8                           | 6                          | AM (negativa)     | FM                | +6,5                 |
| L                   | 625   | 50                       | 8                           | 6                          | AM (positiva)     | AM                | +6,5                 |
| M                   | 525   | 60                       | 6                           | 4,2                        | AM (negativa)     | FM                | +4,5                 |
| N                   | 625   | 50                       | 6                           | 4,2                        | AM (negativa)     | FM                | +4,5                 |
| A-MAC               |       |                          |                             |                            |                   |                   |                      |
| B-MAC               |       |                          |                             |                            |                   |                   |                      |
| C-MAC               |       |                          |                             |                            |                   |                   |                      |
| D-MAC               |       |                          |                             |                            |                   |                   |                      |
| E-MAC               |       |                          |                             |                            |                   |                   |                      |
| D2-MAC              |       |                          |                             |                            |                   |                   |                      |
| HD-MAC              | 1250  | 50                       |                             |                            |                   |                   |                      |
| MUSE                | 1125  | 60                       |                             |                            |                   |                   |                      |

### A colori
Di seguito sono riportati gli standard opzionali per aggiungere il colore agli standard di televisione analogica in bianco e nero:
- NTSC: sviluppato negli USA, fu il primo standard di tv a colori ad essere adottato, per via della compatibilità delle trasmissioni con i televisori in bianco e nero. Le trasmissioni pubbliche iniziarono ufficialmente nel 1954. È utilizzato con gli standard televisivi J e M. La tabella seguente riporta la frequenza portante del segnale colore per gli standard di televisione con cui viene usato:

| Standard televisivo | Frequenza (MHz) |
| ------------------- | --------------- |
| J                   |                 |
| M                   | 3,579545        |

- PAL (televisione): sviluppato in Germania, deriva dall'NTSC, rispetto al quale elimina la distorsione nei colori. Le trasmissioni iniziarono nel 1967. È utilizzato con gli standard televisivi B, B', D, D', G, H, I, I', M e N. La tabella seguente riporta la frequenza portante del segnale colore per gli standard di televisione con cui viene usato:

| Standard televisivo | Frequenza (MHz) |
| ------------------- | --------------- |
| B                   | 4,43361875      |
| B'                  | 4,43361875      |
| D                   | 4,43361875      |
| D'                  | 4,43361875      |
| G                   | 4,43361875      |
| H                   | 4,43361875      |
| I                   | 4,43361875      |
| I'                  | 4,43361875      |
| M                   | 3.575611        |
| N                   | 3,58205625      |

- SÉCAM: sviluppato in Francia. Le trasmissioni iniziarono nel 1967. È utilizzato con gli standard televisivi B, D, G, H, K e L. La tabella seguente riporta la frequenza portante del segnale colore per gli standard di televisione con cui viene usato:

| Standard televisivo | Frequenza (MHz) |
| ------------------- | --------------- |
| B                   |                 |
| D                   |                 |
| G                   |                 |
| H                   |                 |
| K                   |                 |
| L                   |                 |

Tutti questi standard sono opzionali e retrocompatibili, quindi se un ricevitore televisivo per la televisione analogica non è compatibile con questi standard vede comunque la televisione con immagini in bianco e nero.
Il seguente grafico mostra la diffusione degli standard televisivi NTSC, PAL e SECAM nelle diverse nazioni del mondo:

Mappa della distribuzione geografica dei sistemi televisivi

## Televisione digitale

### Terrestre
Gli standard di televisione digitale terrestre sono:
| Nome dello standard | Immagini in movimento | Immagini in movimento    | Immagini in movimento | Immagini in movimento | Immagini in movimento | Sonoro        | Sonoro          | Teletext | EPG |
| Nome dello standard | risoluzione (pixel)   | frequenza immagini (fps) | scansione             | rapporto d'aspetto    | colore                | numero canali | sonoro multiplo | Teletext | EPG |
| ------------------- | --------------------- | ------------------------ | --------------------- | --------------------- | --------------------- | ------------- | --------------- | -------- | --- |
| DVB-T               | (vedi tabella)        | (vedi tabella)           | (vedi tabella)        | (vedi tabella)        | colore                | multicanale   | sì              | sì       | sì  |
| ATSC                | (vedi tabella)        | (vedi tabella)           | (vedi tabella)        | (vedi tabella)        | colore                | multicanale   |                 | sì       |     |
| ISDB-T              | (vedi tabella)        | (vedi tabella)           | (vedi tabella)        | (vedi tabella)        | colore                | multicanale   |                 | sì       |     |
| SBTVD-T             |                       |                          |                       |                       |                       |               |                 |          |     |
| DMB-T               |                       |                          |                       |                       |                       |               |                 |          |     |

Lo standard DVB-T è lo standard utilizzato in Italia. È anche lo standard diffuso nel maggior numero di nazioni del mondo. Lo standard ATSC è utilizzato negli Stati Uniti, in Canada, in Corea del Sud e Messico. Lo standard ISDB-T è utilizzato in Giappone. Lo standard SBTVD-T è utilizzato in Brasile. Lo standard DMB-T è utilizzato in Cina.
Per un'informazione completa su quali standard televisivi per la televisione digitale terrestre sono adottati nei vari stati del mondo si veda la voce "Diffusione degli standard televisivi nel mondo".
Nella seguente tabella sono riportati gli standard televisivi opzionali per lo standard DVB-T:
| Nome dello standard | Funzionalità aggiunte                          |
| ------------------- | ---------------------------------------------- |
| DVB-CI              | applicazioni interattive, accesso condizionato |
| DVB-MHP             | applicazioni interattive, accesso condizionato |

Gli standard di questa ultima tabella sono opzionali quindi se il ricevitore televisivo dell'utente non è dotato della compatibilità con tali standard non può usufruire delle funzionalità aggiuntive fornite da tali standard. Per dispositivi handheld viene utilizzato il DVB-H.

### Via cavo
Gli standard di televisione digitale via cavo sono:
| Nome dello standard | Immagini in movimento | Immagini in movimento    | Immagini in movimento | Immagini in movimento | Immagini in movimento | Sonoro        | Sonoro          | Teletext | EPG |
| Nome dello standard | risoluzione (pixel)   | frequenza immagini (fps) | scansione             | rapporto d'aspetto    | colore                | numero canali | sonoro multiplo | Teletext | EPG |
| ------------------- | --------------------- | ------------------------ | --------------------- | --------------------- | --------------------- | ------------- | --------------- | -------- | --- |
| DVB-C               | (vedi tabella)        | (vedi tabella)           | (vedi tabella)        | (vedi tabella)        | colore                | multicanale   | sì              | sì       | sì  |
| ATSC                | (vedi tabella)        | (vedi tabella)           | (vedi tabella)        | (vedi tabella)        | colore                | multicanale   |                 | sì       |     |
| ISDB-C              | (vedi tabella)        | (vedi tabella)           | (vedi tabella)        | (vedi tabella)        | colore                | multicanale   |                 | sì       |     |

Lo standard DVB-C è lo standard diffuso nel maggior numero di nazioni del mondo. Lo standard ATSC è utilizzato in America del Nord. Lo standard ISDB-C è invece utilizzato in Giappone.
Per un'informazione completa su quali standard televisivi per la televisione digitale via cavo sono adottati nei vari stati del mondo si veda la voce "Diffusione degli standard televisivi nel mondo".

## Digitale satellitare
Gli standard di televisione digitale satellitare sono:
| Nome dello standard | Immagini in movimento | Immagini in movimento    | Immagini in movimento | Immagini in movimento | Immagini in movimento | Sonoro        | Sonoro          | Teletext | EPG |
| Nome dello standard | risoluzione (pixel)   | frequenza immagini (fps) | scansione             | rapporto d'aspetto    | colore                | numero canali | sonoro multiplo | Teletext | EPG |
| ------------------- | --------------------- | ------------------------ | --------------------- | --------------------- | --------------------- | ------------- | --------------- | -------- | --- |
| DVB-S               | (vedi tabella)        | (vedi tabella)           | (vedi tabella)        | (vedi tabella)        | colore                | multicanale   | sì              | sì       | sì  |
| DVB-S2              | (vedi tabella)        | (vedi tabella)           | (vedi tabella)        | (vedi tabella)        | colore                | multicanale   | sì              | sì       | sì  |
| ISDB-S              | (vedi tabella)        | (vedi tabella)           | (vedi tabella)        | (vedi tabella)        | colore                |               |                 |          |     |
| DSS                 |                       |                          |                       |                       | colore                |               |                 |          |     |
| DCII                |                       |                          |                       |                       | colore                |               |                 |          |     |
| ATSC                | (vedi tabella)        | (vedi tabella)           | (vedi tabella)        | (vedi tabella)        | colore                |               |                 |          |     |

Lo standard DVB-S è lo standard utilizzato dalle televisioni digitali satellitari italiane ricevibili in Italia. È anche lo standard diffuso nel maggior numero di nazioni del mondo. Col tempo tale standard è destinato ad essere sostituito dal più efficiente DVB-S2. Lo standard ISDB-S è lo standard utilizzato in Giappone. Lo standard DSS è invece utilizzato in Nord America e in America Latina. Lo standard DCII è utilizzato in Nord America. Lo standard ATSC non è invece utilizzato.
Per un'informazione completa su quali standard televisivi per la televisione digitale satellitare sono adottati nei vari stati del mondo si veda la voce "Diffusione degli standard televisivi nel mondo".

## Formati video
Gli standard televisivi DVB-T, DVB-C, DVB-S e DVB-S2 prevedono più di un formato video. La seguente tabella riporta i formati video previsti per gli standard televisivi DVB-T, DVB-C, DVB-S e DVB-S2:
| Qualità delle immagini | Risoluzione (pixel)                    | Frequenza immagini (fps)                                               | Scansione | Rapporto d'aspetto                                                                                          |
| ---------------------- | -------------------------------------- | ---------------------------------------------------------------------- | --- | --- |
| LDTV                   | 352x240 352x288                        | 23,976 29,97 24 25                                                     | progressiva | 4:3 16:9 4:3 16:9 4:3 16:9 4:3 16:9                                                                         |
| SDTV                   | 352x480 480x480 544x480 640x480        | 23,976 29,97 23,976 29,97 23,976 29,97 23,976 24 29,97 30              | progressiva interlacciata progressiva interlacciata progressiva interlacciata progressiva interlacciata progressiva interlacciata progressiva | 4:3 16:9 4:3 16:9 4:3 16:9 4:3 16:9 4:3 16:9 4:3 16:9 4:3 16:9 4:3 16:9 4:3 16:9 4:3                        |
| EDTV                   | 640x480                                | 59,94 60                                                               | progressiva | 4:3 |
| SDTV                   | 720x480                                | 23,976 24 29,97 30                                                     | progressiva interlacciata progressiva interlacciata progressiva                                                                               | 4:3 16:9 4:3 16:9 4:3 16:9 4:3 16:9 4:3 16:9 4:3 16:9                                                       |
| EDTV                   | 720x480                                | 59,94 60                                                               | progressiva | 4:3 16:9 4:3 16:9                                                                                           |
| SDTV                   | 352x576 480x576 544x576 720x576        | 24 25 24 25 24 25 24 25                                                | progressiva interlacciata progressiva interlacciata progressiva interlacciata progressiva interlacciata progressiva                           | 4:3 16:9 4:3 16:9 4:3 16:9 4:3 16:9 4:3 16:9 4:3 16:9 4:3 16:9 4:3 16:9 4:3 16:9 4:3 16:9 4:3 16:9 4:3 16:9 |
| EDTV                   | 720x576                                | 50                                                                     | progressiva | 4:3 16:9 |
| HDTV                   | 1280x720 1920x1035 1920x1080 1440x1152 | 23,976 24 25 29,97 30 50 59,94 60 25 29,97 30 23,976 24 25 29,97 30 25 | progressiva interlacciata progressiva interlacciata progressiva interlacciata progressiva interlacciata progressiva interlacciata             | 16:9 |

### Formati ATSC
Lo standard televisivo ATSC prevede più di un formato video. La seguente tabella riporta i formati video previsti dallo standard ATSC:
| Qualità delle immagini | Risoluzione (pixel) | Frequenza immagini (fps)                       | Scansione                                                       | Rapporto d'aspetto                                    |
| ---------------------- | ------------------- | ---------------------------------------------- | --------------------------------------------------------------- | ----------------------------------------------------- |
| SDTV                   | 640x480             | 23,976 24 29,97 30                             | progressiva interlacciata progressiva interlacciata progressiva | 4:3                                                   |
| EDTV                   | 640x480             | 59,94 60                                       | progressiva                                                     | 4:3                                                   |
| SDTV                   | 704x480             | 23,976 24 29,97 30                             | progressiva interlacciata progressiva interlacciata progressiva | 4:3 16:9 4:3 16:9 4:3 16:9 4:3 16:9 4:3 16:9 4:3 16:9 |
| EDTV                   | 704x480             | 59,94 60                                       | progressiva                                                     | 4:3 16:9 4:3 16:9                                     |
| HDTV                   | 1280x720 1920x1080  | 23,976 24 29,97 30 59,94 60 23,976 24 29,97 30 | progressiva interlacciata progressiva interlacciata progressiva | 16:9                                                  |

### Formati ISDB-T, ISDB-C e ISDB-S
Gli standard televisivi ISDB-T, ISDB-C e ISDB-S prevedono più di un formato video. La seguente tabella riporta i formati video previsti per gli standard televisivi ISDB-T, ISDB-C e ISDB-S:
| Qualità delle immagini | Risoluzione (pixel)          | Frequenza immagini (fps) | Scansione                 | Rapporto d'aspetto         |
| ---------------------- | ---------------------------- | ------------------------ | ------------------------- | -------------------------- |
| SDTV                   | 480x480 544x480 720x480      | 29,97                    | interlacciata             | 4:3 16:9 4:3 16:9 4:3 16:9 |
| EDTV                   | 720x480                      | 59,94                    | progressiva               | 16:9                       |
| HDTV                   | 1280x720 1440x1080 1920x1080 | 59,94 29,97              | progressiva interlacciata | 16:9                       |